# Basketball Sport Club Saturn 77 Köln
Il B.S.C. Saturn Colonia è stata una società cestistica avente sede a Colonia, in Germania. Fondata nel 1977 come costola della società polisportiva Athletik-Sportverein Köln, nel 1993 si sciolse a causa gravi problemi finanziari.

## Palmarès
- Campionato tedesco: 4

1980-81, 1981-82, 1986-87, 1987-88
- Coppa di Germania: 3

1980, 1981, 1983